# Gérard Bobillier
Pour les articles homonymes, voir Bobillier.
Gérard Bobillier (souvent appelé « Bob »), né le 12 octobre 1945 à Besançon et décédé  à Carcassonne le 5 octobre 2009, est un éditeur français

## Biographie
Il fonde en 1979, avec entre autres Benny Lévy, les Éditions Verdier, après une expérience politique, avec des anciens membres de la Gauche prolétarienne.
Dans le domaine de l’édition littéraire, Gérard Bobillier a rassemblé des écrivains marquant un renouvellement de la prose narrative, comme a pu le faire son aîné Jérôme Lindon aux Editions de Minuit. Le style des écrivains de Verdier constitue d'ailleurs l'alternative principale à l'école d'écriture romanesque de Minuit dans les années 1980 et 1990.